# Gosławice (województwo dolnośląskie)
Gosławice (niem. Gniefgau) – wieś w Polsce położona w województwie dolnośląskim, w powiecie średzkim, w gminie Miękinia.

## Podział administracyjny
W latach 1954–1961 wieś należała i była siedzibą władz gromady Gosławice, po jej zniesieniu w gromadzie Pisarzowice. W latach 1975–1998 miejscowość administracyjnie należała do województwa wrocławskiego.

## Zabytki
Do wojewódzkiego rejestru zabytków wpisany jest:
- zespół pałacowy:
  - pałac, z lat 1870-1890
  - park, z XIX w.